# Heppner (Oregon)
Heppner az Amerikai Egyesült Államok északnyugati részén, Oregon állam Morrow megyéjében, a Columbia-folyótól délre, a Kék-hegységtől északnyugatra, az Interstate 84-től 43 km-re délre, a 74-es út mentén, Pendletontól 97 km-re délnyugatra, Portlandtől pedig 298 km-re keletre helyezkedik el, egyben a megye székhelye is. A 2010. évi népszámláláskor 1291 lakosa volt. A város területe 3,21 km², melyből 0,03 km² vízi.
A településen keresztülfolyik az Ione–Lexington–Arlington vonalat követő Willow-patak.
A 74-es út a 210 km hosszú, az Interstate 84-et a Columbia-folyó és a Willow-patak ionei része mentén a John Day-folyó Kék-hegységben található északi ágával összekötő Blue Mountain Scenic Byway része.
A település a Pendleton-Hermistoni Mikrostatisztikai Körzet része.

## Történet

### Telepesek

#### Őslakosok
Az őslakosok a telepesek érkezése előtt tízezer évvel rendszeresen vándoroltak a Columbia-szoros és a Kék-hegység között. Az indiánok egykori lakóhelyétől 72 km-re északra, Irrigonban és Boardmanben is találtak sziklarajzokat.
1855-ben a cayuse, umatilla, valamint a walla walla indiánok átengedték a mai Oregon északnyugati és Washington délkeleti részét képező területet (2,6 hektárt) az USA kormányának.

#### Európai-amerikaiak
Habár a közösséget 1872-ben alapították, a marha- és juhtenyésztők már 1858-tól legeltették itt állataikat; kutatások szerint a patakpart rozsban gazdag lehetett.
Heppnert az egyik első telepes, George W. Standsbury eredetileg Stansbury Flatsnek nevezte el. 1872-ben Jackson Lee Morrow ezredes és kereskedő kapcsolatba lépett Henry Heppnerrel, a sikeres zsidó üzletemberrel, és a mai May és Main utcák kereszteződésében egy boltot létesítettek. Nemsokára a közösséget is érintő postakocsi-járat indult Pendletor és The Dalles között.
Morrow ezredes később az állami törvényhozás tagja lett, ahol kijárta az új, Umatilla és Wasco megyékből kialakított új megye létrejöttét, amelyet ezért róla neveztek el.
Az önálló megye létrejötte után Heppner lett az ideiglenes megyeszékhely, majd az 1886-os, végleges helyszín megválasztásáért tartott szavazáson Lexingtonnal szemben győzve az állandó székhely is; városi rangot pedig egy évvel később, 1887. február 9-én kapott.
Az Oregon Railroad and Navigation Company Columbia-folyó és Willow-patak között 1888-ban létesített szakaszán Heppner is kapott megállót.
A megyei törvényszék 1902–1903-ban épült; ez Oregon egyik legrégebbi, ma is használt ilyen hivatala. 1985-ben az épület bekerült a Történelmi Helyek Nemzeti Jegyzékébe.

### Az 1903. június 14-i áradás
Az 1903. június 14-én, vasárnap történt áradás majdnem megsemmisítette a települést. A víztömeg a felhőszakadás és jégeső miatt megsérült Willow-pataki gát átszakadása miatt zúdult a városra. A kiáradó víz és a kimosott törmelék miatt 238-an életüket vesztették, ezzel ez volt Oregon legtöbb halálos áldozattal járó természeti katasztrófája. Az anyagi károkat egymillió dollárra becsülték, valamint a szomszédos Ione és Lexington is jelentős károkat szenvedett el.
1983-ban elkészült a Willow-patak új gátja.

#### Helyreállítás
A vasút megléte és a sűrű közúthálózat hatására Heppner a 20. század elejére kereskedelmi központ, illetve termények (búza és lucerna), valamint haszonállatok (juh, marha, ló és disznó) elosztópontja lett. Az áradásban, illetve kettő, 1918-as tűzben odaveszett a városháza, a Palace Hotel, a könyvtár, számos kereskedelmi egység és 30 lakóépület is, de ezeket újjáépítették.
1920-ban nyílt meg a Heppner Hotel, amely számos üzletnek adott otthont, illetve a helyiek kedvenc találkozóhelye volt. A létesítmény 1971-ben, a benne működő utolsó étterem megszűnésekor zárt be.

## Éghajlat
| Hónap                         | Jan.  | Feb.  | Már.  | Ápr. | Máj. | Jún. | Júl. | Aug. | Szep. | Okt.  | Nov.  | Dec.  | Év    |
| ----------------------------- | ----- | ----- | ----- | ---- | ---- | ---- | ---- | ---- | ----- | ----- | ----- | ----- | ----- |
| Rekord max. hőmérséklet (°C)  | 23,3  | 23,9  | 26,7  | 31,7 | 36,7 | 40,6 | 42,2 | 42,2 | 37,2  | 33,3  | 26,1  | 23,9  | 42,2  |
| Átlagos max. hőmérséklet (°C) | 6,7   | 8,9   | 12,8  | 16,1 | 20,6 | 25,0 | 30,0 | 30,0 | 25,0  | 17,8  | 10,6  | 5,6   | 17,5  |
| Átlaghőmérséklet (°C)         | 2,0   | 3,4   | 7,0   | 9,5  | 13,7 | 17,2 | 21,1 | 20,9 | 16,7  | 10,6  | 5,3   | 1,2   | 10,8  |
| Átlagos min. hőmérséklet (°C) | −2,8  | −2,2  | 1,1   | 2,8  | 6,7  | 9,4  | 12,2 | 11,7 | 8,3   | 3,3   | 0,0   | −3,3  | 4,0   |
| Rekord min. hőmérséklet (°C)  | −27,8 | −27,8 | −12,8 | −7,2 | −3,9 | −0,6 | 1,7  | 2,2  | −3,9  | −12,2 | −22,8 | −26,1 | −27,8 |
| Átl. csapadékmennyiség (mm)   | 37    | 30    | 39    | 38   | 42   | 35   | 8    | 10   | 14    | 29    | 41    | 34    | 357   |
| Forrás: The Weather Channel   |       |       |       |      |      |      |      |      |       |       |       |       |       |

## Népesség

### 2010
A 2010-es népszámláláskor a városnak 1291 lakója, 559 háztartása és 370 családja volt. A népsűrűség 404,7 fő/km2. A lakóegységek száma 647, sűrűségük 202,8 db/km2. A lakosok 92,5%-a fehér, 0,2%-a afroamerikai, 1,2%-a indián, 0,3%-a ázsiai,  2,6%-a egyéb, 3,3%-a pedig kettő vagy több etnikumú. A spanyol vagy latino származásúak aránya 3,7% (2,6% mexikói,   1,1% egyéb spanyol vagy latino származású.)
A háztartások 26,1%-ában élt 18 évnél fiatalabb. 53,3% házas, 8,2% egyedülálló nő, 4,7% egyedülálló férfi, 33,8% pedig nem család. 29,3% egyedül élt; 14,5%-uk 65 éves vagy idősebb. Egy háztartásban átlagosan 2,3 személy élt; a családok átlagmérete 2,78 fő.
A medián életkor 45,9 év volt. A város lakóinak 22,5%-a 18 évesnél fiatalabb, 6,5% 18 és 24 év közötti, 19,6%-uk 25 és 44 év közötti, 29,8%-uk 45 és 64 év közötti, 21,5%-uk pedig 65 éves vagy idősebb. A lakosok 50,6%-a férfi, 49,4%-a pedig nő.

### 2000
A 2000-es népszámláláskor  a városnak 1395 lakója, 583 háztartása és 398 családja volt. A népsűrűség 437,3 fő/km2. A lakóegységek száma 660, sűrűségük 206,9 db/km2. A lakosok 96,7%-a fehér,  1%-a indián, 0,43%-a ázsiai,  1,51%-a egyéb-, 0,36%-a pedig kettő vagy több etnikumú. A spanyol vagy latino származásúak aránya 1,6% (1% mexikói, 0,1% Puerto Ricó-i,  0,4% pedig egyéb spanyol/latino származású.)
A háztartások 28,8%-ában élt 18 évnél fiatalabb. 56,6% házas, 7,5% egyedülálló nő; 31,7% pedig nem család. 28,1% egyedül élt; 14,8%-uk 65 éves vagy idősebb. Egy háztartásban átlagosan 2,36 személy élt; a családok átlagmérete 2,88 fő.
A város lakóinak 24,5%-a 18 évesnél fiatalabb, 5,9% 18 és 24 év közötti, 24,3%-uk 25 és 44 év közötti, 24,9%-uk 45 és 64 év közötti, 20,3%-uk pedig 65 éves vagy idősebb. A medián életkor 42 év volt. Minden 100 nőre 100,7 férfi jut; a 18 évnél idősebb nőknél ez az arány 92,9.
A háztartások medián bevétele 33 421 amerikai dollár, ez az érték családoknál $42 500. A férfiak medián keresete $37 381, míg a nőké $20 714. A város egy főre jutó bevétele (PCI) $16 729. A családok 11,1%-a, a teljes népesség 13,9%-a élt létminimum alatt; a 18 év alattiaknál ez a szám 18,9%, a 65 évnél idősebbeknél pedig 7%.

## Képviseleti szintek

### Helyi
Heppner önkormányzatának működését az 1996-os alapszabály regulálja. A két évre megválasztott polgármestert hattagú képviselőtestület egészíti ki, akikről négy évente voksolnak; ha a tanácsban betöltetlen hely van, akkor a képviselők közül választanak újat. A városvezetés munkáját egy az adminisztrációért felelős menedzser egészíti ki, akit az önkormányzat határozatlan ideig alkalmaz, szükség esetén pedig visszahívható; a döntésnél a polgármester nem rendelkezik kinevezési joggal, szavazata ugyanannyit ér, mint a többi tagnak.
A jelenlegi polgármester Cody High; a képviselők Teresa Hughes, John Bowles, Corey Sweeney, Dale Bates, Joanne Burleson és Adam Doherty. A város menedzsere Edie Ball.

### Állami
Morrow megye Gilliam, Sherman, Umatilla megyékkel és Wasco megye egy részével együtt az 57., illetve az előbbiekkel és Union, valamint Wallowa megyékkel a 29. képviselőházi körzethez tartozik. A kerületet a képviselőházban a republikánus Greg Smith, a szenátusban pedig a szintén republikánus Bill Hansell reprezentálják.

### Szövetségi
A helyiség Oregon 2. kongresszusi körzetébe tartozik, amelyet a republikánus Greg Walden képvisel. További, Oregont képviselő szenátorok a demokrata Jeff Merkley és Ron Wyden.

## Évente megtartott kulturális események
A városban minden évben megrendezik a Szent Patrik napjához kapcsolódó „A Wee Bit O'Ireland” nevű fesztivált, továbbá a helyiségben van a Kék-hegységen átvezető 173 km hosszú kerékpáros körtúra kiinduló- és végpontja.

## Gazdaság és oktatás
A 2002-es adatok alapján a legnagyobb foglalkoztatók Morrow megye, a megyei kórházfenntartó, az -iskolakerület, a körzeti rendőrség és a Bank of Eastern Oregon.
A településnek egy általános iskolája (Heppner Elementary School) és egy gimnáziuma (Heppner Junior/Senior High School) van, amelyek a Morrow Iskolakerület alá tartoznak. A városban található az Oregoni-ösvényi Könyvtári Körzet által üzemeltetett, Heppneri Könyvtár és Múzeum, amely az Oregon középső és keleti részein működő könyvtárakat összefogó Sage Library System része.

## Híres személyek
- Greg Smith – képviselő[37]
- John Francis Kilkenny – körzeti bíró[38]
- Mary Van Stevens – polgármester 1955 és 1956 között[39]

## Fordítás
Ez a szócikk részben vagy egészben  a   Heppner, Oregon című angol Wikipédia-szócikk ezen változatának fordításán alapul.  Az eredeti cikk szerkesztőit annak laptörténete sorolja fel. Ez a jelzés csupán a megfogalmazás eredetét és a szerzői jogokat jelzi, nem szolgál a cikkben szereplő információk forrásmegjelöléseként.